# Departamentul de Informații Externe
De DIE (Roemeens: Departamentul de Informaţii Externe) was een afdeling van de Roemeense veiligheidsdienst in de tijd van het communistische Roemenië onder dictator Nicolae Ceaușescu.
Ion Mihai Pacepa had de dagelijkse leiding over de DIE. Naar men mag aannemen was in de tijd dat het communisme heerste in Roemenië iedere ambassadeur in het buitenland een spion voor de DIE. Roemenen die woonachtig waren in het buitenland werden zo veel mogelijk getraceerd en geronseld om inlichtingen te verschaffen.
Na het deserteren van Generaal Ion Mihai Pacepa werd de DIE als zodanig opgeheven.